# Anamastigona pulchella
Anamastigona pulchella är en mångfotingart som först beskrevs av Filippo Silvestri 1894.  Anamastigona pulchella ingår i släktet Anamastigona och familjen Anthroleucosomatidae. Inga underarter finns listade i Catalogue of Life.